# Addition
 Ikke at forveksle med addition (kemi).
Addition er en beregningsform. Det er at lægge to tal sammen inden for matematikken. I aritmetikken, er addition en af de grundlæggende operationer. Additionen er en binær operation, da der skal være to tal at lægge sammen. Den betegnes ved symbolet +. Hvis man for eksempel har 4 æbler og 3 æbler, så er summen det antal æbler man vil få ved at blande de to samlinger, og tælle dem igen. Summen udtrykkes 4 + 3, og resultatet er 7.
Operatoren hedder plus, mens selve operationen hedder at addere eller at lægge sammen. Resultatet af operationen hedder summen.
Der findes endvidere en sumoperator angivet ved et stort græsk sigma, som primært bruges som ren notation, eller i forbindelse med meget lange summer (evt. uendelige). Operatoren har et såkaldt indeks som angiver hvor summen starter, og slutter. Indekset angives i bunden sammen med summens start, og summens slut angives i toppen, som vist nedenfor:
{\displaystyle \sum _{i=1}^{3}\left({\frac {1}{1+i}}\right)={1 \over 1+1}+{1 \over 1+2}+{1 \over 1+3}={1 \over 2}+{1 \over 3}+{1 \over 4}={13 \over 12}}
Den modsatte operation er subtraktionen.
I regnearternes hierarki står addition som det laveste, dvs. det sidste man regner ud, sammen med subtraktion